# Рогов, Александр Семёнович
Александр Семёнович Рогов (28 сентября 1901, д. Козанино, Даниловский район, Ярославская губерния — 12 августа 1992, Москва) — советский разведчик. Генерал-полковник (1962), в 1963 году понижен в звании до генерал-майора.

## Биография
Родился в крестьянской семье. На службе в Русской императорской армии с декабря 1915 г., доброволец, рядовой 8-го Вольмарского латышского стрелкового батальона. Участник Первой мировой войны.
Участник Гражданской войны. В РККА с декабря 1919 года. Служил во 2-й стрелковой дивизии, воевал в 1920 году на Кубани, в 1921 году — в Дагестане, в 1921 году — на Урале, в 1922 году участвовал в подавлении Карельского мятежа. Член ВКП(б) с 1920 года.
В 1924 году окончил разведывательное отделение Петроградских курсов среднего комсостава Петроградского военного округа, в 1926 году — тактико-стрелковые курсы усовершенствования командирского состава.
Командовал ротой, батальоном, был помощником командира 33-го, позднее — 32-го стрелковых полков (август 1924 — ноябрь 1930 года).
Окончил Восточный факультет Военной академии РККА имени М. В. Фрунзе (1932—1936).
В военной разведке занимал должности:
— заместитель начальника 5-го (разведывательного) отдела штаба Ленинградского военного округа (ноябрь 1930 — апрель 1932);
— начальник мобилизационного отделения по подготовке кадров разведслужбы 5-го отдела (по руководству разведотделами штабов округов и флотов) Разведывательного управления РККА (1936 — январь 1937);
— резидент Разведупра в Харбине (январь 1937 — апрель 1940) под прикрытием должности вице-консула СССР в Харбине;
— начальник 3-го отделения 3-го (восточного) отдела Разведупра Генерального штаба РККА (сентябрь 1940 — июнь 1941);
— начальник 1-го отделения 4-го (военно-технического) отдела Разведупра Генштаба (июнь 1941);
— начальник Разведывательного отдела штаба 2-й Ударной армии, Волховский фронт (1942);
— начальник Разведотдела штаба Юго-Западного (с октября 1943 — 3-го Украинского) фронта (октябрь 1942 — июнь 1945);
С войны дружил с будущим министром обороны СССР Родионом Малиновским, с которым вместе воевали. Это обстоятельство оказало существенное влияние на послевоенную карьеру Рогова.
После войны с сентября 1945 г. А. С. Рогов начальник РУ штаба Южной группы войск в Румынии и Болгарии, с декабря 1947 г. — заместитель начальника штаба — начальник РО штаба Отдельной механизированной армии. С июля 1949 г. начальник РУ штаба главнокомандующего войсками Дальнего Востока. С августа 1950 г. заместитель начальника, с мая 1953 г. — помощник начальника ГРУ ГШ. В ноябре 1953 г. — апреле 1958 г. военный атташе при Посольстве СССР в Великобритании. С апреля 1958 г. первый заместитель начальника ГРУ ГШ.
В январе — марте 1963 года — исполняющий обязанности начальника ГРУ ГШ. Постановлением Совета Министров СССР от 7 марта 1963 года отстранён от занимаемой должности и понижен в воинском звании до генерал-майора в связи с «делом Пеньковского». Именно Рогов в обход начальника ГРУ Ивана Серова принял Пеньковского на службу в ГРУ.
С марта 1963 года — в распоряжении МО СССР. С 14 июня 1963 года — в запасе.
Похоронен на Троекуровском кладбище.

## Воинские звания
- майор (31.12.1935);
- полковник (29.11.1939);
- генерал-майор (25.09.1943);
- генерал-лейтенант (18.02.1958);
- генерал-полковник (27.04.1962);
- генерал-майор (7.03.1963).

## Награды
- Орден Ленина (21.02.1945).
- 3 Ордена Красного Знамени (26.10.1943[4], 03.11.1944, 1949).
- Орден Кутузова I степени (28.04.1945)[5].
- Орден Суворова II степени (19.03.1944)[6].
- Орден Кутузова II степени (13.09.1944)[7].
- Орден Отечественной войны I степени (11.03.1985).
- Орден Красной Звезды (30.01.1943)[8].
- Медали[9]
- знак «50 лет пребывания в КПСС»
- Орден «Святой Александр» III степени (Болгария)
- Орден «Легион почёта» (США)